# Gargara semifascia
Gargara semifascia är en insektsart som beskrevs av Walker 1857. Gargara semifascia ingår i släktet Gargara och familjen hornstritar. Inga underarter finns listade i Catalogue of Life.